# Cámara de Senadores de la Provincia de Corrientes
La Cámara de Senadores de la Provincia de Corrientes es la cámara alta del poder legislativo de la provincia argentina de Corrientes, compuesta por 15 bancas. Un tercio de sus miembros se renueva por elección popular cada dos años para un período de seis años. Los diputados representan directamente al pueblo de la Provincia en distrito único. Quien ejerce la presidencia en las sesiones de la legislatura es el Vicegobernador.

## Composición actual (2023-2025)
| Senador                   | Partido | Partido                  | Inicio del Mandato | Fin del Mandato |
| ------------------------- | ------- | ------------------------ | ------------------ | --------------- |
| José Ruiz Aragón          |         | Frente de Todos          | 2021               | 2027            |
| Martín Miguel Barrionuevo |         | Frente de Todos          | 2019               | 2025            |
| Noel Eugenio Breard       |         | Vamos Corrientes         | 2021               | 2027            |
| Horacio Ricardo Colombi   |         | Encuentro por Corrientes | 2013               | 2029            |
| Verónica Espíndola        |         | Vamos Corrientes         | 2021               | 2027            |
| Jorge Henry Fick          |         | Vamos Corrientes         | 2019               | 2025            |
| Sergio Moisés Flinta      |         | Encuentro por Corrientes | 2023               | 2029            |
| Celeste Ascúa             |         | Frente de Todos          | 2023               | 2029            |
| Diógenes Ignacio González |         | Encuentro por Corrientes | 2019               | 2025            |
| Lucrecia Adriana Lertora  |         | Encuentro por Corrientes | 2023               | 2029            |
| Ignacio Francisco Osella  |         | Encuentro por Corrientes | 2021               | 2027            |
| Diego Martín Pellegrini   |         | Encuentro por Corrientes | 2021               | 2027            |
| Sonia Beatriz Quintana    |         | Encuentro por Corrientes | 2023               | 2029            |
| Graciela Raquel Rodríguez |         | Encuentro por Corrientes | 2019               | 2025            |
| José Enrique Vaz Torres   |         | Encuentro por Corrientes | 2019               | 2025            |

## Composición histórica
| 2021-2023                     | 2021-2023 | 2021-2023                | 2021-2023          | 2021-2023       |
| Senador                       | Partido   | Partido                  | Inicio del Mandato | Fin del Mandato |
| ----------------------------- | --------- | ------------------------ | ------------------ | --------------- |
| José Ruiz Aragón              |           | Frente de Todos          | 2021               | 2027            |
| Martín Miguel Barrionuevo     |           | Frente de Todos          | 2019               | 2025            |
| Noel Eugenio Breard           |           | Encuentro por Corrientes | 2021               | 2027            |
| Horacio Ricardo Colombi       |           | Encuentro por Corrientes | 2017               | 2023            |
| Verónica Espíndola            |           | Encuentro por Corrientes | 2021               | 2027            |
| Jorge Henry Fick              |           | Encuentro por Corrientes | 2019               | 2025            |
| Sergio Moisés Flinta          |           | Encuentro por Corrientes | 2017               | 2023            |
| Víctor Daniel Giraud          |           | Frente de Todos          | 2017               | 2023            |
| Diógenes Ignacio González     |           | Encuentro por Corrientes | 2019               | 2025            |
| María Carolina Martínez Llano |           | Frente de Todos          | 2017               | 2023            |
| Ignacio Francisco Osella      |           | Encuentro por Corrientes | 2021               | 2027            |
| Diego Martín Pellegrini       |           | Encuentro por Corrientes | 2021               | 2027            |
| Graciela Raquel Rodríguez     |           | Encuentro por Corrientes | 2019               | 2025            |
| Alejandra María Andrea Seward |           | Encuentro por Corrientes | 2017               | 2023            |
| José Enrique Vaz Torres       |           | Encuentro por Corrientes | 2019               | 2025            |

| 2019-2021                     | 2019-2021 | 2019-2021                | 2019-2021          | 2019-2021       |
| Senador                       | Partido   | Partido                  | Inicio del Mandato | Fin del Mandato |
| ----------------------------- | --------- | ------------------------ | ------------------ | --------------- |
| Roberto Daniel Alterats       |           | Partido Justicialista    | 2015               | 2020            |
| Martín Miguel Barrionuevo     |           | Partido Justicialista    | 2019               | 2025            |
| Rubén Bassi                   |           | Partido Justicialista    | 2020               | 2021            |
| Noel Eugenio Breard           |           | Encuentro por Corrientes | 2015               | 2021            |
| Horacio Ricardo Colombi       |           | Encuentro por Corrientes | 2017               | 2023            |
| David Rolando dos Santos      |           | Encuentro por Corrientes | 2015               | 2021            |
| Jorge Henry Fick              |           | Encuentro por Corrientes | 2019               | 2025            |
| Sergio Moisés Flinta          |           | Encuentro por Corrientes | 2017               | 2023            |
| Víctor Daniel Giraud          |           | Partido Justicialista    | 2017               | 2023            |
| Diógenes Ignacio González     |           | Encuentro por Corrientes | 2019               | 2025            |
| Graciela Itatí Insaurralde    |           | Encuentro por Corrientes | 2015               | 2021            |
| María Carolina Martínez Llano |           | Partido Justicialista    | 2017               | 2023            |
| Graciela Raquel Rodríguez     |           | Encuentro por Corrientes | 2019               | 2025            |
| Alejandra María Andrea Seward |           | Encuentro por Corrientes | 2017               | 2023            |
| José Enrique Vaz Torres       |           | Encuentro por Corrientes | 2019               | 2025            |

| 2017-2019                     | 2017-2019 | 2017-2019                | 2017-2019          | 2017-2019       |
| Senador                       | Partido   | Partido                  | Inicio del Mandato | Fin del Mandato |
| ----------------------------- | --------- | ------------------------ | ------------------ | --------------- |
| Roberto Daniel Alterats       |           | Partido Justicialista    | 2015               | 2020            |
| Mario Bofill                  |           | Partido Justicialista    | 2013               | 2019            |
| Noel Eugenio Breard           |           | Encuentro por Corrientes | 2015               | 2021            |
| Horacio Ricardo Colombi       |           | Encuentro por Corrientes | 2017               | 2023            |
| David Rolando dos Santos      |           | Encuentro por Corrientes | 2015               | 2021            |
| Sergio Moisés Flinta          |           | Encuentro por Corrientes | 2017               | 2023            |
| Víctor Daniel Giraud          |           | Partido Justicialista    | 2017               | 2023            |
| Graciela Itatí Insaurralde    |           | Encuentro por Corrientes | 2015               | 2021            |
| María Carolina Martínez Llano |           | Partido Justicialista    | 2017               | 2023            |
| Roberto Miño                  |           | Partido Justicialista    | 2013               | 2019            |
| Nora Nazar                    |           | Encuentro por Corrientes | 2013               | 2019            |
| Graciela Raquel Rodríguez     |           | Encuentro por Corrientes | 2013               | 2019            |
| Nancy Aracely Sand Giorasi    |           | Partido Justicialista    | 2015               | 2019            |
| Alejandra María Andrea Seward |           | Encuentro por Corrientes | 2017               | 2023            |
| Héctor Rubén Suárez           |           | Encuentro por Corrientes | 2017               | 2019            |